# Kara Ibrahim Paixà
Kara Ibrahim Paixà (prop de Bayburt 1620-Rodes 1687) fou visir otomà sota el sultà Mehmet IV.
Va servir a les ordes d'Abaza Hasan Pasha i quan la revolta d'aquest fou reprimida el 1658 es va posar al servei d'altres notables, primer Firari Mustafa Pasha i després Kara Mustafa Pasha.
A través d'aquest darrer va obtenir la confiança del sultà i per això va ascendir a l'escalafó. Quan el seu protector Kara Mustafa Pasha va esdevenir gran visir (1676) fou nomenat tercer visir. Per evitar el seu contacte excessiu amb el sultà, Kara Mustafa Pasha el va fer nomenar kapudan paixà el 13 de novembre de 1677, però Ibrahim aconseguí el nomenament suplementària de kaimakan del gran visir el que li permetia residir a la capital; Kara Mustafa, emprenyat, el va fer destituir i el va rebaixar a cinquè visir el 25 de novembre de 1678, però la seva influència amb el sultà no va minvar i va tornar a ascendir a quart i tercer visir.
Al començament de la guerra contra Àustria, Kara Mustafa Pasha li retornà el seu títol de kaimakan. Durant el setge de Viena va estar a Belgrad i quan el setge va fracassar va tornar a Edirne i va començar a intrigar contra el gran visir que fou finalment executat (desembre del 1683). Kara Ibrahim Pasha va ocupar el seu lloc.
La situació militar era delicada i Kara Ibrahim no va anar ni un sol cop al front i el 17 de desembre del 1685 fou destituït. Va demanar autorització per fer el pelegrinatge però davant la sospita que era una excusa i en realitat volia provocar una revolta a Anatòlia retornant a l'activitat djelali que havia tingut a la seva joventut, fou deportat a Rodes (març de 1686) i els seus béns confiscats. El juny de 1687 fou executat en el seu lloc de desterrament.